# Lipstick (chanson)
Pour les articles homonymes, voir Lipstick.
Singles de Alesha Dixon
Knockdown
(2006)
Pistes de Fired Up
Hypnotik Fired Up
Lipstick est le 1er single solo de la chanteuse britannique Alesha Dixon, issu de son 1er album solo Fired Up. 